# مرگن اورازوف
مرگن اورازوف (روسی: Мерген Оразов) یک مربی فوتبال اهل ترکمنستان است.

## زندگی شخصی
اورازوف فارغ التحصیل رشته مدیریت بازرگانی از دانشگاه ایالتی پنسیلوانیا است.